# キューバにおける死刑
キューバにおける死刑（キューバにおけるしけい、スペイン語: Pena de muerte en Cuba）の項目では、キューバにおける死刑について解説する。
近年の執行頻度は少ないが、あくまでも死刑存置国として扱われる。

## 運用の歴史
「1940年憲法」の25条により、原則的に死刑は廃止された。しかし、軍法上の犯罪をおかした軍人と、外国との戦争時における反逆罪・スパイ罪への適用は除外となった。
キューバ革命後を経た1959年に「キューバ共和国基本法」 （La Ley fundamental de la República de Cuba）が布告され、1962年12月31日までに18回修正された。死刑に関しては「1940年憲法」と同等の、原則死刑禁止という扱いだった。
1961年には法律923号で、破壊活動に対する死刑が認められるようになった。
現在では、殺人、レイプ、未成年者への暴力・性虐待、窃盗行為、汚職などに対しても、死刑が適用されている。ただし、「20歳未満の者」「犯行当時・審判時に妊娠中の女性」には認められない。なお、キューバ革命以降、女性の死刑執行は1件もない。 

### 2003年の死刑執行
直近で死刑が執行されたのは2003年が最後。対象者は、米国への渡航を目的としたフェリーシージャック事件の首謀者3人（キューバ人）。2001年の「テロ対策法（反テロリズム行為法）」が適用されたものであった。
即決裁判を実施、4月8日に死刑判決が下り、4月11日に銃殺刑に処された。 
この、事件後10日での死刑執行に対して、EU諸国から非難と経済制裁を受けるなど、関係が悪化した。しかし、2007年、スペインの外相がキューバを訪問し、同国とは関係が回復した。
また、後にラウル・カストロ国家評議会議長は「国内で当時ハイジャック未遂事件が相次いでいたこと」を、この時に犠牲者がなかったにも拘らず死刑執行に踏み切った背景として挙げた。